# Bajč
Bajč (maďarsky Bajcs) je obec na Slovensku v okrese Komárno v Nitranském kraji. Žije v ní přibližně 1 300 obyvatel. Nachází se 22 kilometrů severovýchodně od Komárna a osm kilometrů jižně od Nových Zámků. Bajč leží na železniční trati Nové Zámky – Komárno.

## Historie

### První osídlení
Obec Bajč je mimořádně bohatá na archeologické památky. Na místě dnešního Bajče bylo nalezeno neolitické sídliště kultury s lineární keramikou, téměř sto hrobů kostrového pohřebiště ze starší doby bronzové, sídliště z bádenské kultury a raně lengyelské sídliště s keramikou, zdobenou brázděným vpichem a mnohé další památky. V části katastru obce Bajč - Mezi kanály - se nacházela slovanská osada se pohřebištěm z 6. století. Do Bajče přišli Slované již během jedné z prvních kolonizačních vln na konci 6. století. Dále se našla sídliště z doby halštatské a římské a z 10.–11. století slovenské sídliště. Významná jsou i keltská pohřebiště, slovanské žárové pohřebiště a staromaďarské pohřebiště. Z 11.–12. století pocházejí zbytky základů románského kostela a pohřebiště při zaniklé středověké osadě.

### Od čtrnáctého století
První písemná zmínka o obci pochází z roku 1312. Byla jedním z nejdůležitějších majetků Ostřihomského arcibiskupství. Od 16. století si obec od zdejších zemanů najímal arcibiskup. Po bitvě u Moháče přišlo do Bajče nové protestantské učení. Až do roku 1652 kalvinisté bojovali za uznání proti územní správě (stolici) i proti arcibiskupovi. V roce 1652 byla zřízena kalvínská farnost, ale v roce 1672 byli kalvinisté z obce vyhnáni, přestože pravděpodobně tvořili většinu obyvatelstva. Po roce 1685 obec zanikla. V roce 1780 Jozef Batthyány odvodnil rozsáhlé bažiny v okolí a začal s budováním nového zámečku. Podle archivních dokumentů měl Bajč v roce 1813 jen 90 obyvatel, v roce 1890 už 1108. Zámeček vybudovaný v roce 1790 byl v roce 1831 přestavěn na kostel zasvěcený svatému Janu Křtiteli. Arcibiskup Ján Šimora dal postavit nový letní zámeček. V roce 1865 se Bajč osamostatnil jako obec. V roce 1910 byla vybudována železnice. Na bojištích první světové války padlo 38 zdejších obyvatel. V roce 1919 v obci probíhaly boje mezi československou armádou a Rudou armádou Maďarské republiky rad. Dne 23. června 1919 zde padlo devět vojáků ze sedmého praporu Československé domobrany.
Po roce 1918 přešly ostřihomské církevní majetky pod správu apoštolské administratury v Trnavě, která byla pod státní správou. Dne 2. listopadu 1938 byla obec Bajč (na základě první vídeňské arbitráže) připojena k Maďarsku. Na bojištích druhé světové války padlo 38 zdejších obyvatel. Po skončení druhé světové války obyvatelé založili státní statek (1948), který byl jeden z prvních svého druhu na Slovensku. Obec se začala rozvíjet, byl vybudován kulturní dům, dům pracujících a vznikly různé spolky. Po roce 1990 se začala zvyšovat nezaměstnanost.

## Obyvatelstvo
Národnostní složení obyvatelstva:
- Slováci: 40,61%
- Maďaři: 56,85%
- Romové: 1,23%
- Češi: 0,49%
- Rusíni: 0,08%

## Části obce
K Bajči patří tyto části obce:
- Chrást (maďarsky Haraszt)
- Kotelnica (maďarsky Ellett)
- Vlkanové (maďarsky Farkasd)

## Pamětihodnosti
Z památek se nedochovalo mnoho, a ty které se zachovaly byly většinou během socialismu přestavěny. K pamětihodnostem patří: římskokatolický kostel sv. Jana Křtitele z roku 1831, bývalý arcibiskupský zámeček (v dezolátním stavu), některé domy a sýpka vybudovaná ještě Janem Šimorou.
U kostela je památník na počest padlých vojáků vojáků Československé domobrany. Na pomníku jsou jména padlých vojáků.
Před hřbitovem je památník obětem první a druhé světové války, který byl postaven v roce 1997 podle návrhu Jozefa Istenese. Reliéf ve středu památníku je dílem sochaře Gyula Maga.

## Partnerské obce
- Nagybajcs, Maďarsko